# Peter Ulrik Frederik Schjøtt
Peter Ulrik Frederik Schjøtt (født 31. august 1802 på Kølholt i Skibet Sogn ved Vejle, død 11. december 1873) var en dansk sognepræst og politiker. Han var far til præsten Frits Schjøtt.
Frederik Schjøtt var søn af proprietær Søren Schjøtt og Christiane Sophie Balduin, og blev student fra Kolding lærde Skole i 1821, cand.theol.  i 1830 og blev ejer af Kølholt samme år. I 1828 udgav han en digtsamling, Dania. Schjøtt var personel kapellan i Vissenbjerg Sogn 1835-1838 og opholdt sig derefter i Odense, hvor han redigerede Fyensposten. I 1843 blev han sognepræst i Askø Sogn og fik i 1851 i stedet Skallerup og Vennebjerg Sogne i Hjørring Amt.
Schjøtt stillede sig til valg til Den Grundlovgivende Rigsforsamling den 5. oktober 1848 i Maribo Amts 3. distrikt (Juellinge), men blev tabte valget til gårdfæster Christen Jensen Blak. Til gengæld blev han året efter valgt ved det første folketingsvalg 4. december 1849 til folketingsmand i Maribo Amts 2. valgkreds (Maribokredsen).
Han blev gift i Skibet Sogn 4. december 1830 med Theodora Christiane von Lichtenstein (31. januar 1802 i København – 25. november 1853), datter af regeringsråd i Dansk Ostindien, kammerjunker, major Frantz Theodor von Lichtenstein og Agathe Margrethe født Seyerøe.